# Онуфрієв Олексій
Олексій Володимирович Онуфрієв (нар. 24 лютого, 1982 у Дніпрі) — український професійний баскетболіст, колшній гравець команди МБК «Миколаїв» та збірної України. Грав на позиції важкого форварда.